# التقاط الكربون وتخزينه في أستراليا
التقاط الكربون وتخزينه هو نهج لمحاولة التخفيف من ظاهرة الاحتباس الحراري عبر التقاط ثاني أكسيد الكربون من مصادر الانبعاثات الكبيرة مثل محطات طاقة الوقود الأحفوري، ثم تخزينه عوضًا عن نشره في الغلاف الجوي. ويُستخدم التقاط الكربون كذلك في جمع ثاني أكسيد الكربون المرشح من حقول الغاز الطبيعية. وعلى الرغم من أنه لا يمتلك قيمة بعد تخزينه، فإن وسائل الاستخراج النفطي المحسن تستخدمه لتعزيز إنتاجية حقول النفط المتدهورة.
لا توجد حاليًا مشاريع تنفيذية واسعة النطاق فيما يخص عزل الكربون وتخزينه في أستراليا، لكن مشروع غاز جورجيون سيكون مؤهلًا لذلك عندما يصبح كامل التشغيل. على الرغم من وجود بعض مشاريع التقاط الكربون وتخزينه في محطات الطاقة الفحمية الأسترالية، لا توجد مصانع فحم أسترالية تحتجز ثاني أكسيد الكربون أو تمتلك إطار زمنيًا لإنجاز ذلك. وتشير تصاميم وزارة الخزينة الأسترالية إلى أنه لا يُتوقع أن يصبح عزل الكربون وتخزينه صالحًا تجاريًا حتى ثلاثينيات القرن الحادي والعشرين. وتقدر اللجنة الدولية للتغيرات المناخية أن الإمكانيات الاقتصادية لالتقاط الكربون وتخزينه قد تتراوح بين 10% و 55% من جهود تخفيف الكربون الكلية حتى عام 2100.
في موازنة عام 2017، أعلنت حكومة تورنبول إلغاء تمويل نمذجة تقنية الانبعاثات المنخفضة، وقررت كذلك إيقاف تمويل برنامج تمويل التقاط الكربون وتخزينه. وفي موازنة عام 2015، اقتطعت حكومة أبوت 460 مليون دولارًا من مشاريع التقاط الكربون تاركة 191.7 مليون دولار لاستكمال المشاريع الموجودة للأعوام السبع التالية. اقتطعت الحكومة العمالية السابقة من مخصصات المشروع وبقي الكثير من التمويل دون تخصيص.

## الفوائد
1. مصادر الوقود الأحفوري قادرة على إيصال الكهرباء حيثما يتوفر الطلب.
2. تحتوي أستراليا على عدد كبير من رواسب الفحم التي تفيد الاقتصاد لسنوات عديدة قادمة دون آثار بيئية كبيرة.
3. يمكن استخدام التقاط الكربون وتخزينه في جمع ثاني أكسيد الكربون من العمليات الصناعية ذات الانبعاثات العالية مثل صناعات المواد الكيميائية والفولاذ والإسمنت.
4. عندما تكون الأمور على المحك، يمكن أن يكون لالتقاط الكربون وتخزينه الأثر الأكبر في تقليل انبعاثات الغازات الدفيئة خلال الانتقال لإمدادات الطاقة الدائمة.

## التحديات
1. تكلفة عزل الكربون وتخزينه ستجعل من الكهرباء الموقدة بالفحم أغلى من طاقة الرياح.[5]
2. التسرب من خزانات تحت الأرض أو تحت البحر.
3. شح المواقع والسعة المحتملة مقارنة بأحجام الغازات الدفيئة التي تحتاج إلى الالتقاط بشكل مستمر.
4. من غير المحتمل أن تتمكن محطات الطاقة الموجودة من امتلاك تقنية التقاط الكربون.[6]
5. يتطلب التقاط الكربون وتخزينه ما يزيد عن 30% من الفحم أكثر من المصانع التقليدية لتغطية الطاقة الضرورية لالتقاط الكربون وتخزينه (على الرغم من تحسين الكفاءات بشكل متزايد عن طريق البحث والتطوير)، ويجب تعدين المزيد من الفحم (مما له من أثر على البيئة) ونقله إلى المصانع (ما يستهلك الطاقة).
6. قد يستغرق بناء البنية التحتية المطلوبة عدة أعوام.
7. انبعاث الغازات المؤدية للمطر الحمضي مثل أكسيد النيتروجين وأكسيد الكبريت من المصانع التي تحتجز ثاني أكسيد الكربون، والتي ستكون أكثر بنسبة 40% من مجموع انبعاثات المصانع الحديثة من بداية إنشائها وحتى نهايتها والتي لا تجمع ثاني أكسيد الكربون بسبب حرق الفحم الزائد.[7]

### نقل ثاني أكسيد الكربون
في أستراليا، تقع مواقع الانبعاثات الكبيرة في وديان لاتروب وهانتر. يحتوي وادي لاتروب على إمكانيات تخزين معقولة ضمن بضع مئات الكيلومترات من مضيق باس الذي كان يتحرى عنه مشروع كاربون نيت. لا يوجد مخازن كبيرة واعدة بالقرب من وادي هانتر. وتقع المناطق ذات السعة التخزينية الكبيرة جيولوجيًا في شمال غرب الجرف ومضيق باس. وتحتوي أستراليا على العديد من الأحواض ذات التكوينات الملحية العميقة، إذ تذوب كميات من ثاني أكسيد الكربون. وتمتلك أستراليا في مثل هذه التكوينات مصدرًا محتملًا لتخزين ثاني أكسيد الكربون معادلًا لمئات السنين من الانبعاثات بالمعدل الحالي. ويجري العمل حاليًا على تقييم إمكانيات التخزين بشكل كامل.

## تدخل الحكومة
في نوفمبر 2008، أجازت حكومة الكومنولث الأسترالية قانون تحسين النفط البحري (تخزين الغازات الدفيئة) 2008، والذي يقدم إطارًا تنظيميًا لتخزين ثاني أكسيد الكربون في مياه البحر الفيدرالية.
حصل قانون العزل الجيولوجي للغازات الدفيئة الفيكتوري (رقم 61 لعام 2008) على المصادقة الملكية في 5 نوفمبر 2008. ويقدم إطارًا قانونيًا مكرسًا لتمكين تغذية الساحل بمواد الغازات الدفيئة وتخزينها بشكل دائم. طورت حكومة الدولة أيضًا إطارًا تنظيميًا لمواقع التخزين الساحلية (تقع هذه المواقع على امتداد ثلاثة أميال بحرية عن الدولة القضائية⸵ قانون تخزين النفط الساحلي والغازات الدفيئة، 2010).
كانت الحكومات الأسترالية الدولية والفيدرالية من المساهمين الأساسيين في أبحاث التقاط الكربون وتخزينه وتطويرها. وتضمنت مبادرات الحكومة الفدرالية فيما يخص عزل الكربون وتخزينه إنشاء مركز البحوث التعاونية لتكنولوجيا الغازات الدفيئة عام 2003، بالإضافة إلى صندوق تمويل تكنولوجيا الانبعاثات المنخفضة (2004-2007) وشراكة آسيا والمحيط الهادئ في التنمية النظيفة والمناخ (2006-2011، مصادر الطاقة المتجددة وعزل الكربون وتخزينه وغيرها)، فضلًا عن المبادرة الوطنية لانبعاثات الفحم المنخفضة (أُنشئت في عام 2008)، والمعهد العالمي لعزل الكربون وتخزينه (والمشيد في عام 2009)، وسفن قيادة عزل الكربون وحفظه (2009-2019)، وصندوق تمويل أبحاث وتطوير التقاط الكربون وتخزينه (2015-2016) والخطة الوطنية للبنية التحتية لثاني أكسيد الكربون والتي يديرها علماء الأرض في أستراليا (2012-2016).
يبلغ مجموع التزامات التمويل الفدرالي لتلك المبادرات نحو 3.5- 3.6 مليار دولار، منها 1.3 -1.6 مليار دولار مُلتَزم بها أو يُتوقع الالتزام بها.

قال رئيس الوزراء تورنبول في فبراير 2017:
استثمرنا 590 مليون دولار منذ عام 2009 في أبحاث تقنية الفحم النظيف النموذجية، ومع ذلك لا نمتلك محطة طاقة حديثة عالية الكفاءة تعمل بانبعاثات الفحم المحترق المنخفضة، فضلًا عن وجود محطة واحدة لعزل الكربون وتخزينه.
في أبريل 2018، استمع لجنة تحقيق برلماني إلى باحثين في الطاقة، والذين ذكروا أن التقاط الكربون وتخزينه يتطلب فرض سعر على الكربون ليكون قابلًا للتطبيق.

## المشاريع التجارية قيد التنفيذ
لا توجد مشاريع تجارية واسعة النطاق فيما يخص التقاط الكربون وتخزينه في أستراليا. إذ يحدد المعهد العالمي لعزل الكربون وتخزينه «النطاق الواسع» بـ 400,000 طن من ثاني أكسيد الكربون لكل عام، أو 800,000 كن لكل عام لمصنع الفحم. وفي السابق، كانت العتبة المستخدمة مليون طن لكل عام.

## الأبحاث النموذجية

### مشروع أتواي لمركز البحوث التعاونية لتكنولوجيا الغازات الدفيئة
يُعد مشروع أتواي لمركز البحوث التعاونية لتكنولوجيا الغازات الدفيئة في فكتوريا الغربية مشروعًا نموذجيًا، إذ عمل على تغذية وتخزين ما يزيد عن 65,000 طن من ثاني أكسيد الكربون في خزان الغاز الطبيعي المستنزف على عمق 2 كيلومتر تحت سطح الأرض. اقتُرح المشروع أولًا على لجنة مركز بحوث النفط التشاركية الأسترالي في مارس 1998. ووفقًا لبرنامج مراقبة وتحقق شامل، فإنه لا يوجد علامات تدل على وجود تسرب. ويُستخرج مزيج من ثاني أكسيد الكربون وغاز الميثان من بئر في حقل باثورست، ثم يُضغط ويُنقل عبر أنبوب مخصص إلى حقل نيلور على بعد 2 كيلومتر. تُضخ الغازات في خزان الغاز الطبيعي المستنزف عبر مضخة بئر مخصصة لذلك. ويُستخدم بئر قريب ( كان يُستخدم سابقًا لإنتاج الغاز الطبيعي) لمراقبة ثاني أكسيد الكربون المضخوخ. تتضمن المرحلة الثانية من المشروع تطوير عملية تخزين ثاني أكسيد الكربون في محاليل ملحية عميقة، علمًا بأنها كانت عملية ناجحة بشكل كبير، وقدمت بيانات عن تقدير سعة تخزين ثاني أكسيد الكربون باستخدام اختبار مبتكر واحد. ويمثل هذا المشروع محاولة أستراليا الأولى للعزل الجغرافي، وهو أحد أكبر مشاريع أبحاث العزل الجغرافي على مستوى العالم. تمتلك هذه المنطقة استكشافًا نشطًا للمصادر الحرارية الأرضية والنفطية ويدعمه العمل الجيوتقني الذي قامت به القطاعات الخاصة والحكومية.